# Östlig rit
Östlig rit eller Orientalisk rit är ett samlingsnamn för de inom de olika östkyrkorna använda riterna (liturgiska traditionerna). Då samtliga östliga riter går tillbaka på den liturgi på grekiska som var allmän i östromerska riket, talar man även om grekisk rit. Begreppet svarar mot termen västlig eller latinsk rit.